# Andreas Gloerfeld
Andreas Gloerfeld (* 10. August 1948 in Stuttgart) ist ein ehemaliger deutscher Weitspringer.
1971 wurde er Sechster bei den Leichtathletik-Halleneuropameisterschaften in Sofia. Bei den Leichtathletik-Europameisterschaften 1971 in Helsinki schied er ebenso in der Qualifikation aus wie bei den Olympischen Spielen 1972 in München.
1970 wurde er Deutscher Vizemeister. In der Halle wurde er 1974 Deutscher Meister und 1970 sowie 1971 Vizemeister.
Seine persönliche Bestleistung von 7,86 m stellte er am 12. August 1972 in Zürich auf.
Andreas Gloerfeld startete für den SV Bayer 04 Leverkusen.